# Rock clásico
El rock clásico es un formato o clasificación usado en el contexto de la radio y la industria fonográfica estadounidenses, el cual se ha empleado para categorizar artistas de blues rock, hard rock, rock progresivo y soft rock surgidos desde fines de los años 1960 hasta la década de 1980, mayormente aquellos que alcanzaron masividad.
Esta denominación comercial es un derivado del llamado album oriented rock más que un estilo en sí mismo, ya que todas las bandas y artistas de Rock clásico poseían y poseen estilos propios que los identifican, e incluso muchos pertenecen a géneros diferentes.
La estación de radio KRBE de Houston (Texas) fue la primera, en 1983, en utilizar el término como se lo conoce actualmente; su programación consistía exclusivamente en canciones de artistas, desde mediados de los años 1960 hasta mediados de los años 1970, la fórmula pronto alcanzó popularidad y fue copiada por otras estaciones (las llamadas "Classic rock radios"), pasando el término (Classic rock) también a la industria como una etiqueta que designa artistas comercialmente establecidos que tuvieron su época dorada en aquellos tiempos (1960 y 1970).
El término Classic rock no debe ser confundido con los artistas del Rock and roll clásico de la década de 1950, ya que fue acuñado con posterioridad, y no está específicamente relacionado con estos.

## Historia
El formato rock clásico evolucionado desde estaciones de AOR que estaban tratando a atraer una audiencia mayor por incluir canciones familiares del pasado con éxitos del presente. En 1980, una estación en Cleveland, M105 empezó promocionando como "Rock Clásico de Cleveland," tocando una mezcla de música rock desde los mediados de los 1960 hasta el presente. WMET ha se llamado "Rock Clásico de Chicago" en 1981. En 1982, consultado de radio Lee Abrams desarrollado el formato "Rock Atemporal" que combinado contemporáneo AOR con rock éxitos de las décadas de 1960 y 1970.
Kim Freeman de la revista Billboard propuso que "mientras la origen de rock clásico puede rastrear la origen de rock clásico más temprano, generalmente, 1986 es citada es la año de su nacimiento." En 1986, su éxito resultado en canciones viejas ser 60-80% del música tocada en estaciones de AOR. Aunque empezó como formato nicho de AOR, en 2001, rock clásico superado AOR en participación en el mercado.

## Artistas y bandas populares de rock clásico

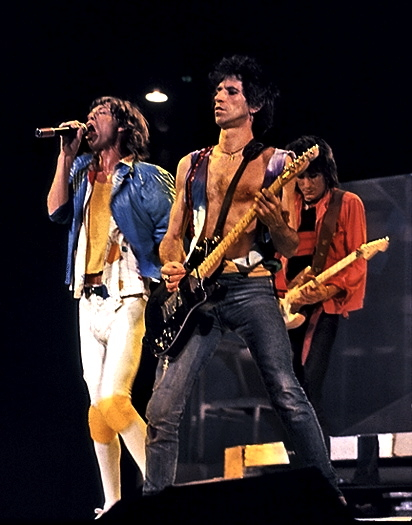
The Rolling Stones.

- The Beatles.
- David Bowie.
- Guns N' Roses.
- The Rolling Stones.
- Eric Clapton.
- The Who.
- Bad Company.
- Boston.
- Queen.
- U2.
- George Harrison.
- Genesis.
- Cream.
- Bon Jovi.
- The Police.
- Bruce Springsteen.
- Electric Light Orchestra.
- Whitesnake.
- Deep Purple.
- Pink Floyd.
- Oasis.
- Rush.
- The Moody Blues.
- Yes.
- Creedence Clearwater Revival.
- The Doors.
- John Lennon.
- Neil Young.
- Tom Petty.
- Jon Bon Jovi.
- Geddy Lee.
- Meat Loaf.
- Steve Miller Band.
- Paul McCartney.
- Jethro Tull
- Aerosmith.
- The Cure
- Kansas.
- The Jimi Hendrix Experience.
- Fleetwood Mac.
- Faces.
- The Kinks.
- Janis Joplin.
- Jeff Beck.
- Billy Joel.
- Elton John.
- Led Zeppelin.
- Eagles.
- Rod Stewart.
- Heart.
- The Cure.
- ZZ Top.
- Lynyrd Skynyrd
- Free.
- Mountain.
- Sweet.
- Steppenwolf.
- Foghat.
- The Yardbirds.
- The Animals.
- Iron Butterfly.
- The Byrds.
- The Clash.
- AC/DC.
- Nirvana.
- The Beach Boys.
- Poison.
- Mötley Crüe.
- Dire Straits
- Bob Dylan.
- Grateful Dead.
- Derek and the Dominos.
- Thin Lizzy.
- The Allman Brothers Band.
- Cinderella.
- Pearl Jam.
- Buffalo Springfield.
- Humble Pie.
- Blue Cheer.
- Nazareth.
- Traffic.
- Foreigner.
- The Band.
- Grand Funk Railroad.
- The Zombies.
- The Skyliners.
- Supertramp.
- The Doobie Brothers.
- Steely Dan.
- Chicago.
- Styx.
- Bob Seger.
- Journey.
- The Cars.
- Ringo Starr.
- The Monkees.
- Elvis Presley.
- Chuck Berry.
- Van Halen.
- Black sabbath.